# 국립광주과학관
국립광주과학관(國立光州科學館, Gwangju National Science Museum)은 호남지역의 과학기술 대중화를 선도하고, 지역의 과학인재 육성과 과학문화 확산에 기여하고자 2013년 10월 15일에 개관하였다. 지역산업과 연계하여 ‘빛, 예술, 과학’을 주요 테마로 하고 있으며, 대한민국 광주광역시 북구 첨단과기로 235에 있다. 초대 관장은 최은철 전(前) 국립과천과학관 관장이 임명되었다.

## 개요
- 지하1층부터 지상3층까지 총 4층으로 이루어져 있으며, 우주선을 닮은 외관이 특징
- 대지면적: 98,248m2(약 29,7720평)
- 건축연면적: 17,325m2(약 5,240평)
- 전시면적: 7,209m2(총2,180평)
- 건립기간: 2007년 ~ 2012년
- 건립비: 844억원 - 중앙정부 591억원(70%). 광주광역시 253억원(30%)

## 설립근거
- 과학관 설립·운영 및 육성에 관한 법률

## 연혁
- 2003년 12월 제 1차 과학관육성기본계획에 건립계획 반영
- 2005년 12월 ~ 2006년 10월 예비타당성조사를 수행
- 2007년 10월 국립 광주과학관 건립 기본 계획 수립
- 2008년 12월 건축 및 전시 기본설계가 완료
- 2009년 11월 기공식 개최
- 2012년 11월 국립광주과학관 건축공사 및 전시공사 완료
- 2013년 10월 15일 개관

## 조직

### 이사회
- 감사

### 과학문화전시본부
- 과학문화전시실
- 과학교육연구실
- 전시기획운영실
- 교육운영팀
- 전시운영팀

### 경영지원본부
- 경영기획실
- 운영지원실
- 홍보실
- 시설운영팀

## 관람일 및 시간
- 오전 9시 30분 ~ 오후 5시 30분
- 휴관일은 1월 1일과 매주 월요일 (단, 월요일이 공휴일인 경우 공휴일 다음날)
- 설날 및 추석날은 휴관
- 매표소는 주출입구 쪽만 운영 (매표시간 09: 00 ~ 16: 30)

## 갤러리

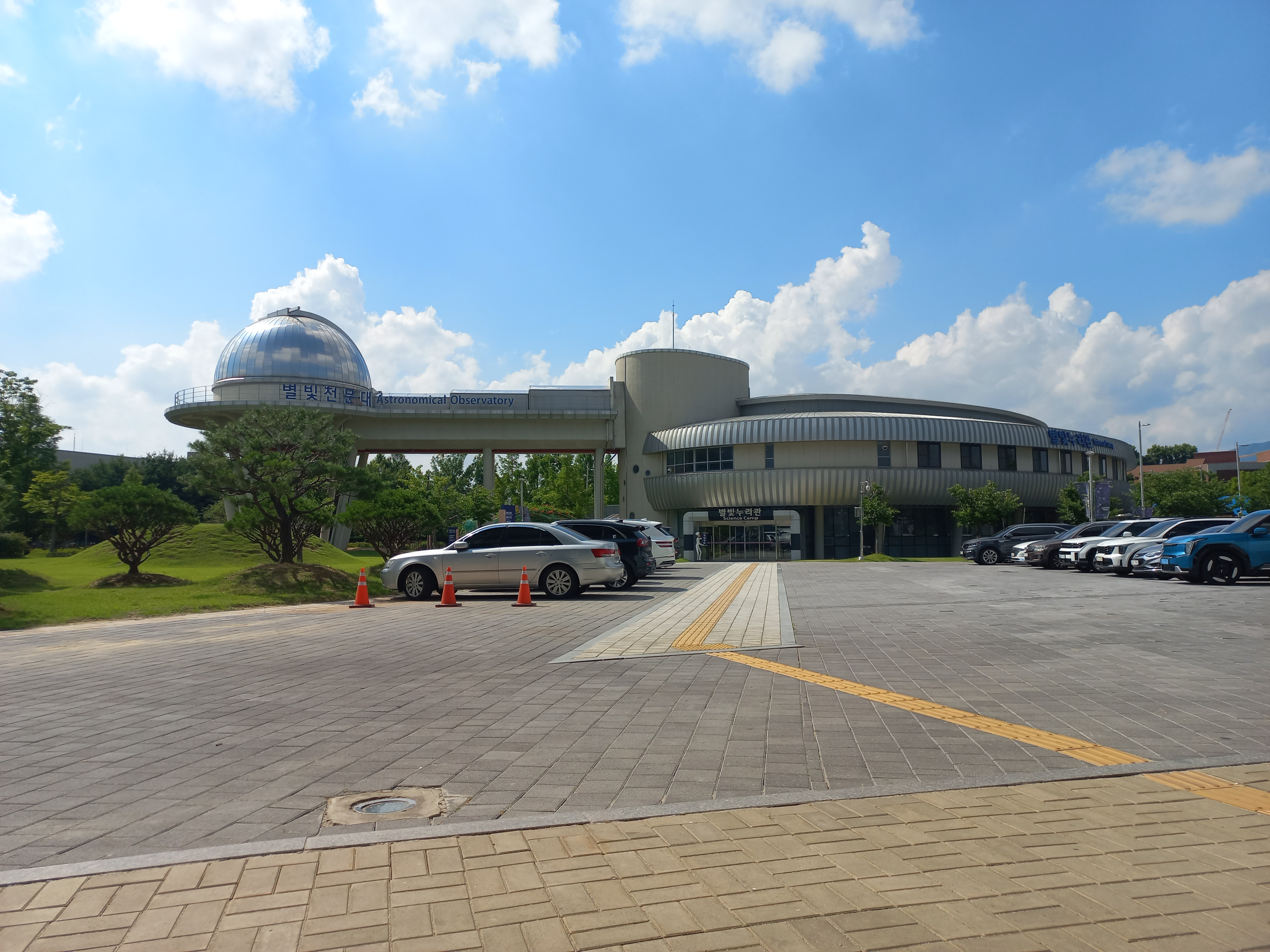
별빛천문대·별빛누리관
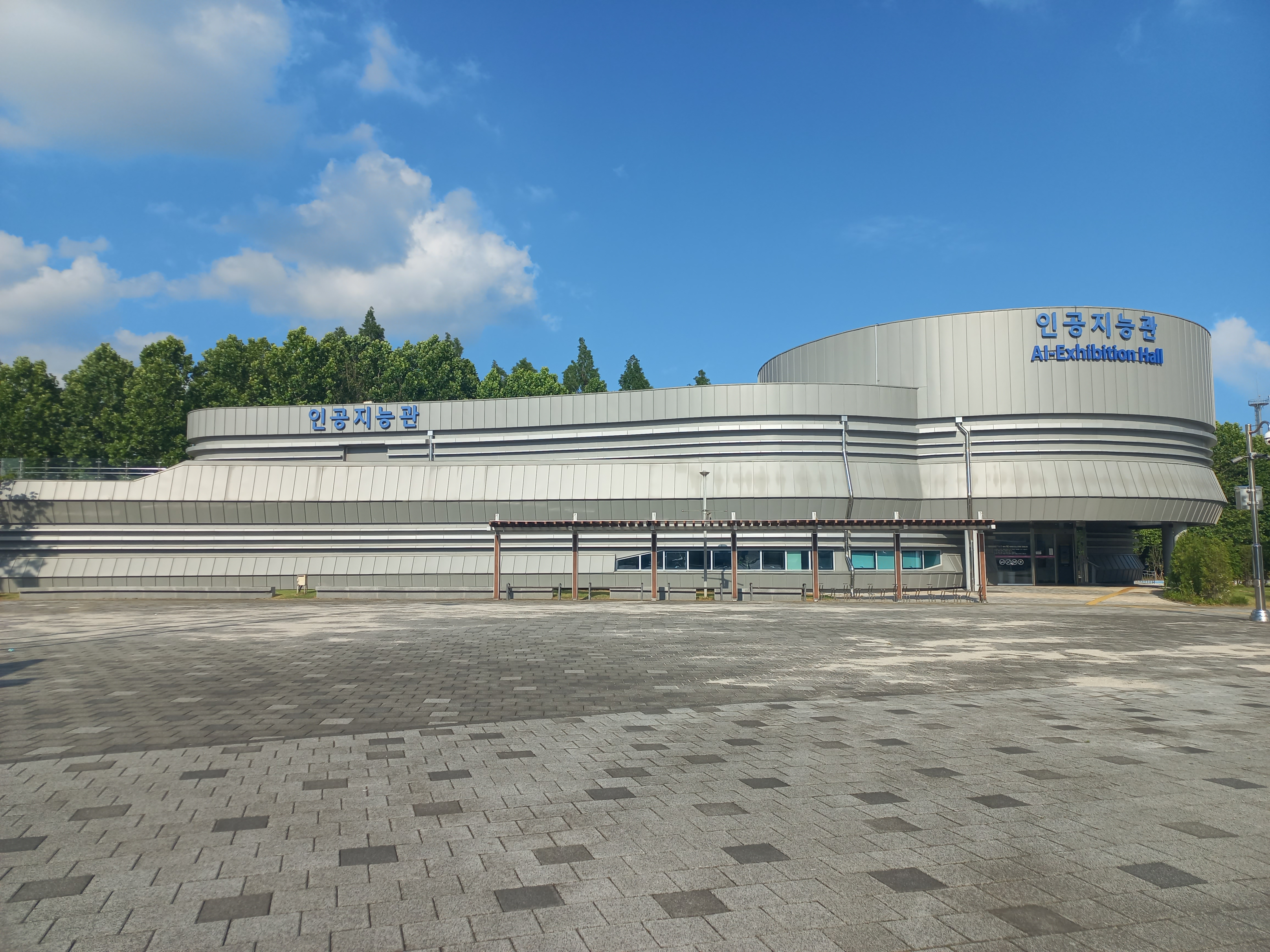
인공지능관
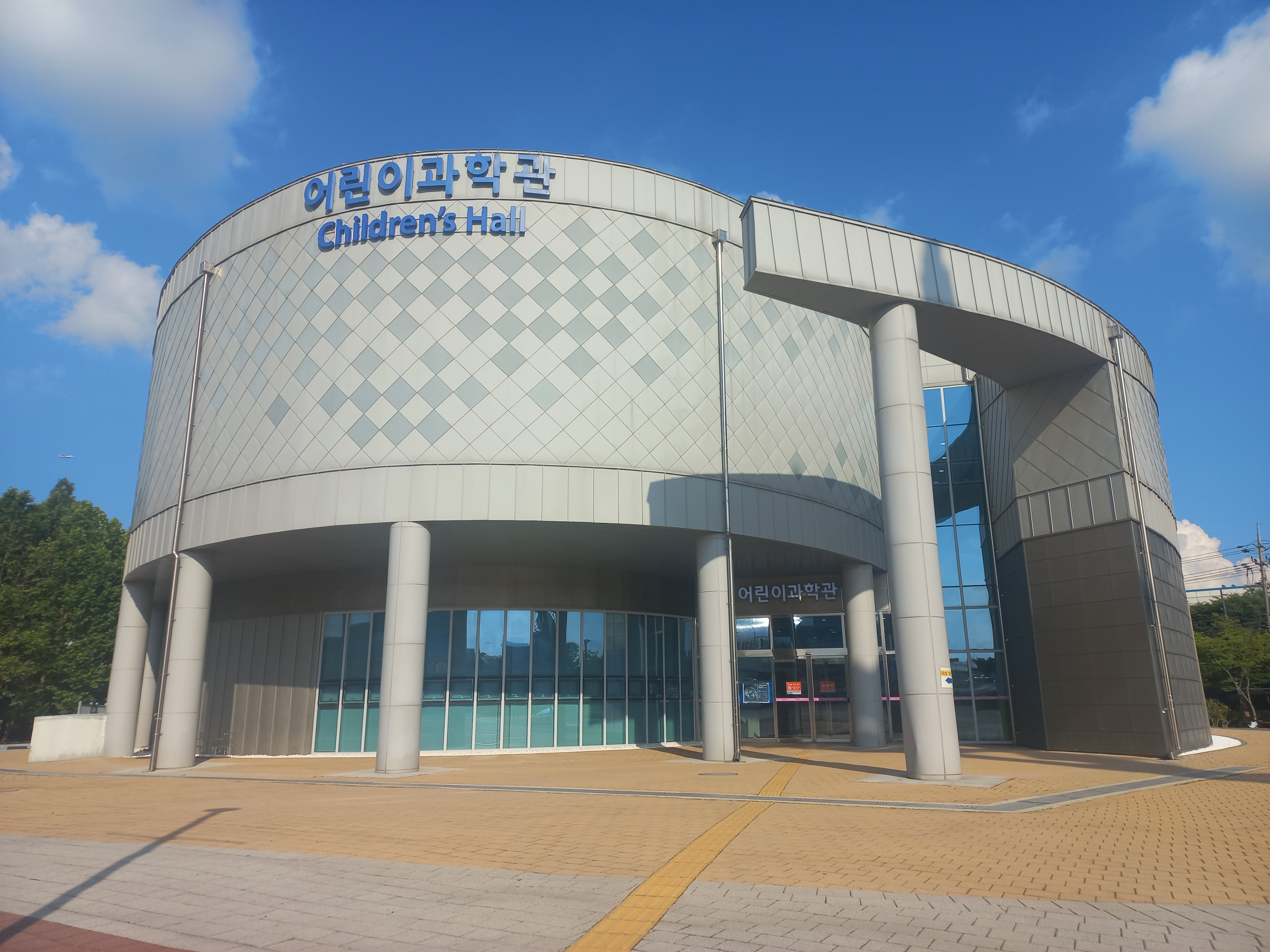
어린이과학관
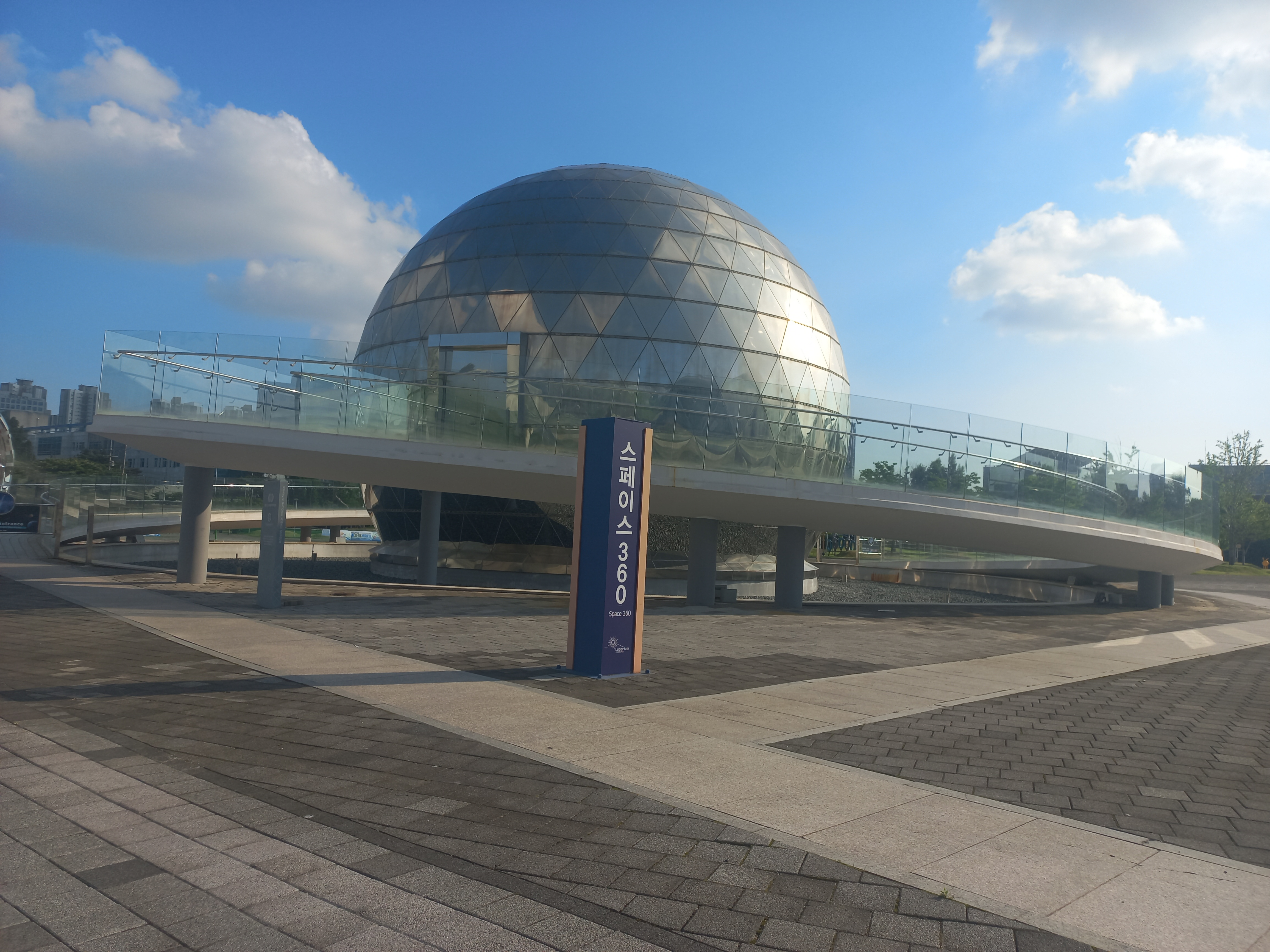
스페이스360
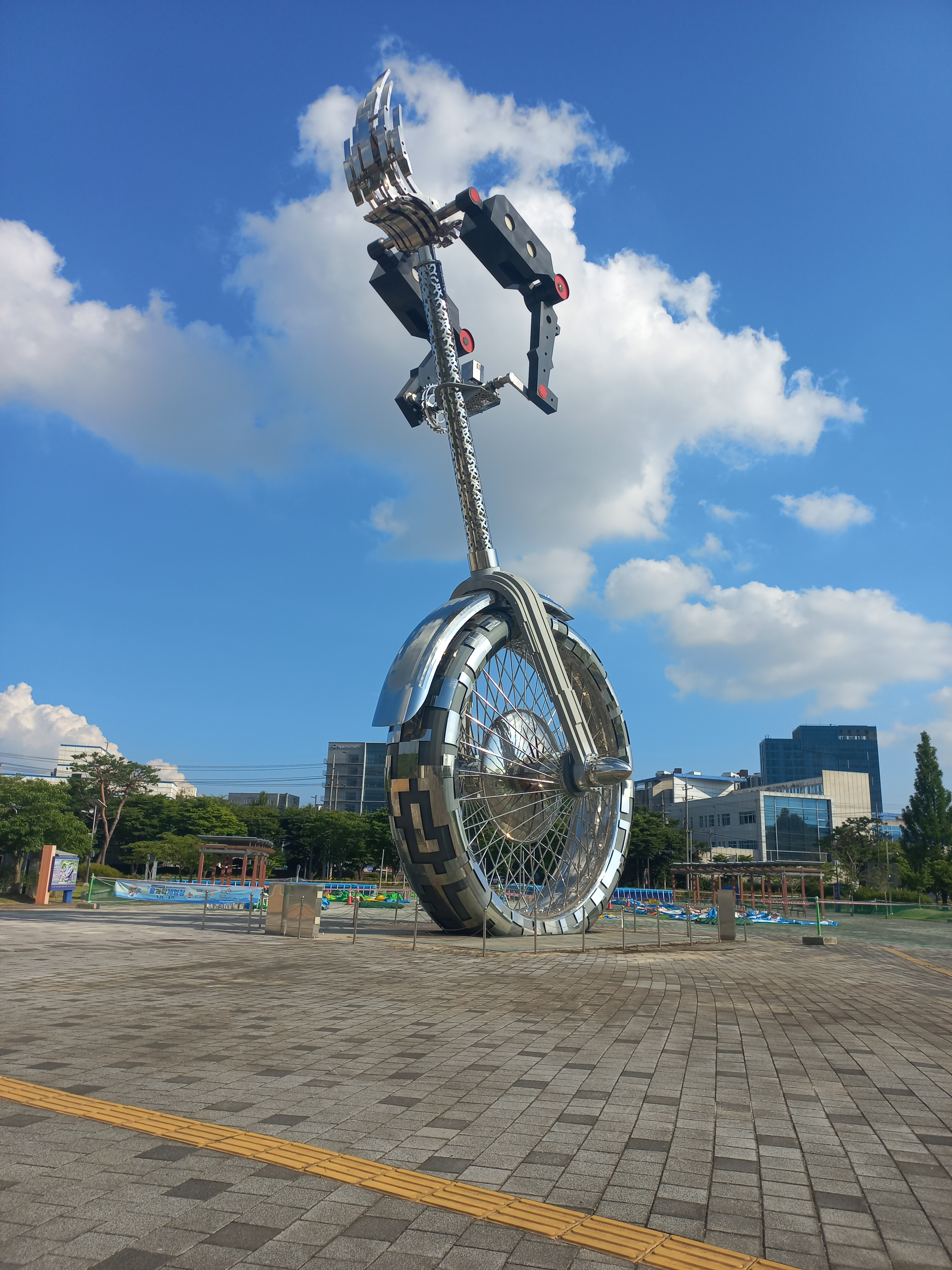
스페이스 오딧세이